# 溈山靈祐

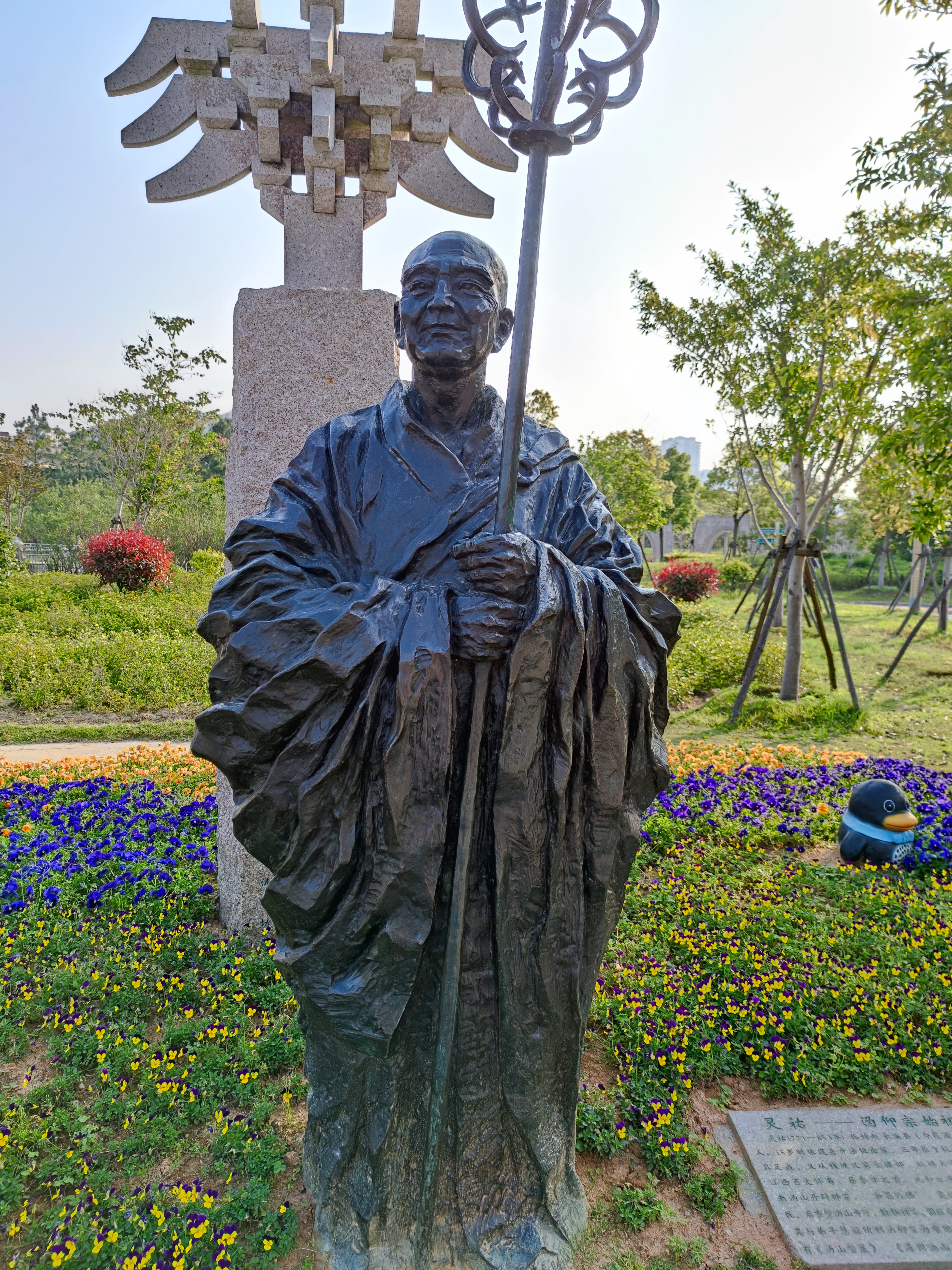
位于寧德市霞浦县福宁文化公园的灵祐雕塑

溈山靈祐禪師（771年—853年），俗姓趙，謚號大圓禪師，唐代福州長溪（今福建省寧德市霞浦縣南）人，禪宗大師，百丈懷海禪師門下，為溈仰宗的開創者。

## 生平
靈祐禪師十五歲依法恒律師出家  ，十八歲時在杭州龍興寺受具足戒。二十三歲時至洪州，拜謁百丈懷海禪師，成為他的首座弟子。唐憲宗元和年間，奉百丈禪師之命，至潭州大溈山，住持同慶寺。
會昌法難時，還俗隱於市井之間。847年（大中元年），朝廷頒布復教令，靈祐禪師回到同慶寺，為僧俗說法。在裴休的勸請下，重新剃髮出家。
853年（大中七年）正月示寂，世壽83，僧臘64。塔於山右梔子園中，散騎常侍涇原等州節度使盧簡為師撰寫碑銘，李商隱題寫匾額。

## 弟子
嗣法弟子有仰山慧寂、徑山洪諲、法海禪師、香嚴智閑等四十一人。

## 著作
著有《潭州溈山靈祐禪師語錄》一卷、《溈山警策》一卷傳世。